# Salem (Oregon)
 For alternative betydninger, se Salem. (Se også artikler, som begynder med Salem)
Salem er hovedstad i den amerikanske delstat Oregon. Byen har 175.535 (2020) indbyggere og er administrativt centrum i det amerikanske county Marion County.
Det er blandt andet der den amerikanske oscar-vindende film Gøgereden er blevet optaget. Den blev optaget på statshospitalet i byen.